# Alexandra Headland
Alexandra Headland est une localité de la Sunshine Coast du Queensland, en Australie.